# Okręg wyborczy Bradford West
Okręg wyborczy Bradford West powstał w 1885 r. i wysyłał do brytyjskiej Izby Gmin jednego deputowanego. Okręg został zlikwidowany w 1918 r., ale przywrócono go ponownie w 1955 r. Okręg obejmuje zachodnią część miasta Bradford w zachodnim Yorkshire.

## Deputowani z okręgu Bradford West

### Deputowani w latach 1885–1918
| Wybory | Deputowany               | Partia               |
| ------ | ------------------------ | -------------------- |
| 1885   | Alfred Illingworth       | Partia Liberalna     |
| 1895   | Ernest Flower            | Partia Konserwatywna |
| 1906   | Frederick William Jowett | Partia Pracy         |

### Deputowani po 1955 r.
| Wybory      | Deputowany                       | Partia                          |
| ----------- | -------------------------------- | ------------------------------- |
| 1955        | Arthur Tiley                     | Partia Konserwatywna            |
| 1966        | Norman Haseldine                 | Partia Pracy-Co-operative party |
| 1970        | John Arbuthnot Du Cane Wilkinson | Partia Konserwatywna            |
| 1974 (luty) | Edward Lyons                     | Partia Pracy                    |
| 1983        | Max Madden                       | Partia Pracy                    |
| 1997        | Marsha Singh                     | Partia Pracy                    |
| 2012        | George Galloway                  | Respect                         |